# Ervin Kassai
Ervin Kassai (né le 16 mars 1925 à Budapest, en Hongrie, et mort le 12 octobre 2012) est un arbitre de basket-ball hongrois. Il a arbitré de nombreux matchs internationaux entre 1953 et 1975. Il a dirigé des rencontres lors des Jeux olympiques 1960 (dont la finale), 1964, 1968 (dont la finale) et 1972, ainsi qu'au championnat du monde 1963 et 1970 et huit championnats d'Europe masculin et trois championnat d'Europe féminin. Kassai a également arbitré 5 finales de coupes d'Europe des clubs champions (en 1962, 1966, 1967, 1968 et 1971), 2 finales de coupes d'Europe des clubs champions féminine (en 1959 et 1970) et la finale 1972 de la coupe d'Europe des vainqueurs de coupe. Il est intronisé au FIBA Hall of Fame en 2007.